# جمعية الوفاء لرعاية المسنين (غزة)
جمعية الوفاء لرعاية المسنين هي جمعية خيرية تتخد من مدينة غزة مقرًا لها. كسبت الجمعية شهرة محلية ودولية نوعَا ما بعدما حظرتها الحكومة الإسرائيلية بسبب شكوك في ارتباطها بحركة المقاومة الفلسطينية حماس.